# Willy Fick
Pour les articles homonymes, voir Fick.
Wilhelm Peter Hubert Fick dit Willy Fick (1893-1967) est un graphiste et peintre allemand appartenant au mouvement dada.

## Biographie
Willy Fick est né le 7 février 1893 à Cologne, troisième enfant de Richard Fick (originaire de Pomeranie) et Anna Maria Kraft originaire de Cologne. Il étudie le soir et les week-end à l'école d'art de Cologne, où il rencontre des artistes tels que Heinrich Hoerle ou Anton Räderscheidt, avec qui il fonde ultérieurement un groupe d'art politique appelé Stupid. Opposé à la guerre et au fascisme, il s'enregistre comme objecteur de conscience, et sert son pays en tant que conducteur de train en 1917-1918. Ses premières œuvres sont marquées par cet anti-militarisme. Il apparaît à cette époque dans un catalogue d'exposition dada en tant que « Maître inconnu du début du XXe siècle ».

## Galerie

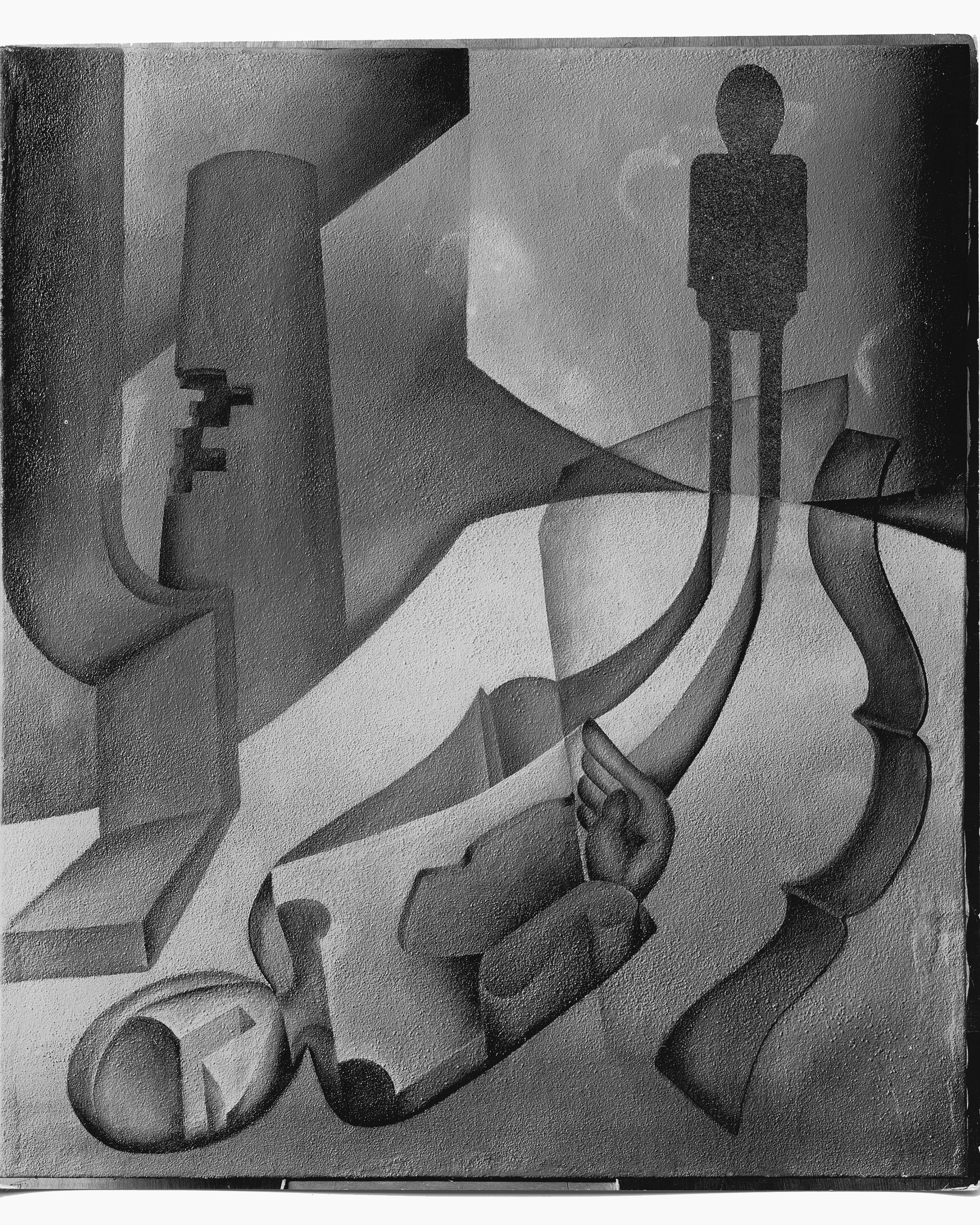
Morceau
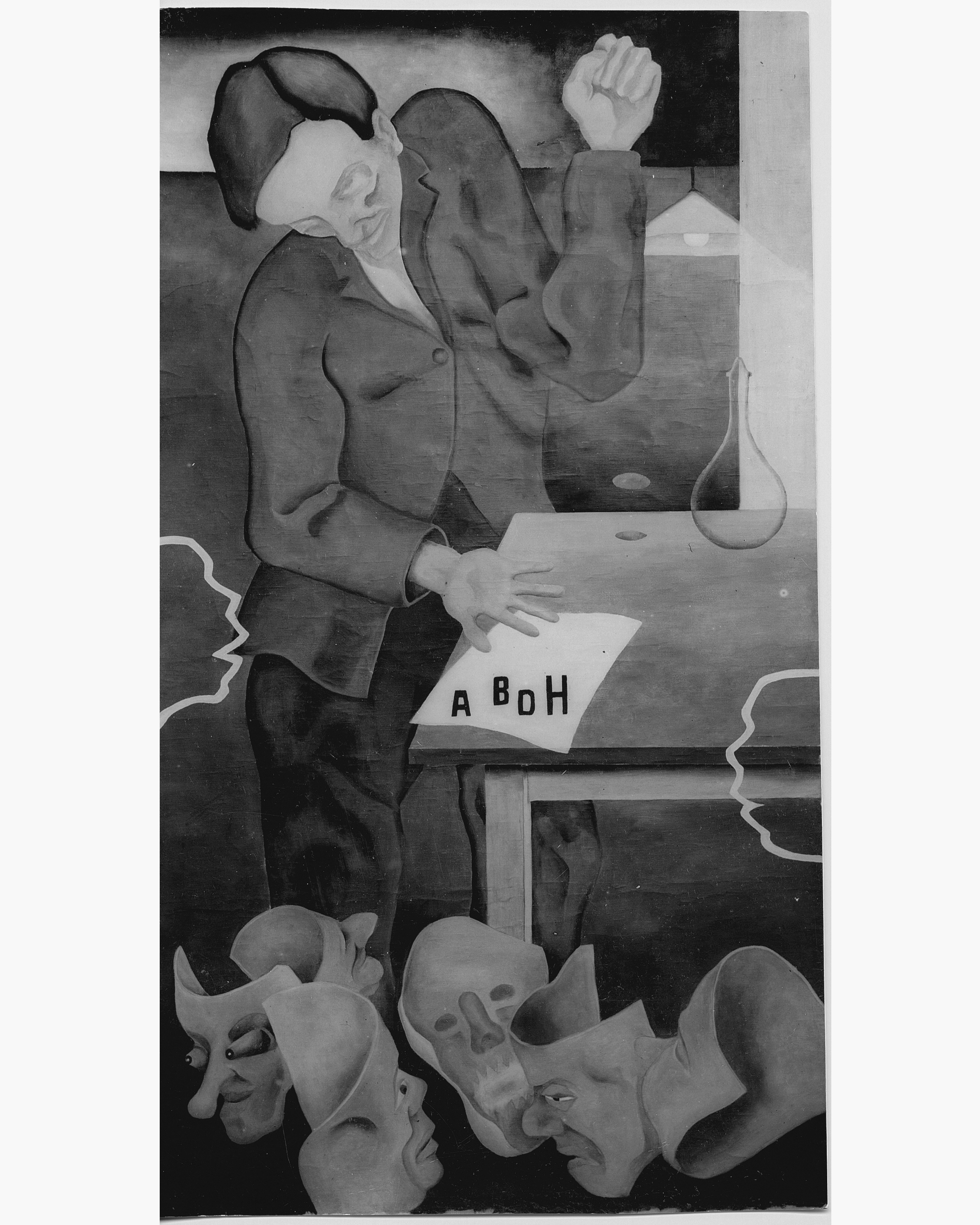
Speaker
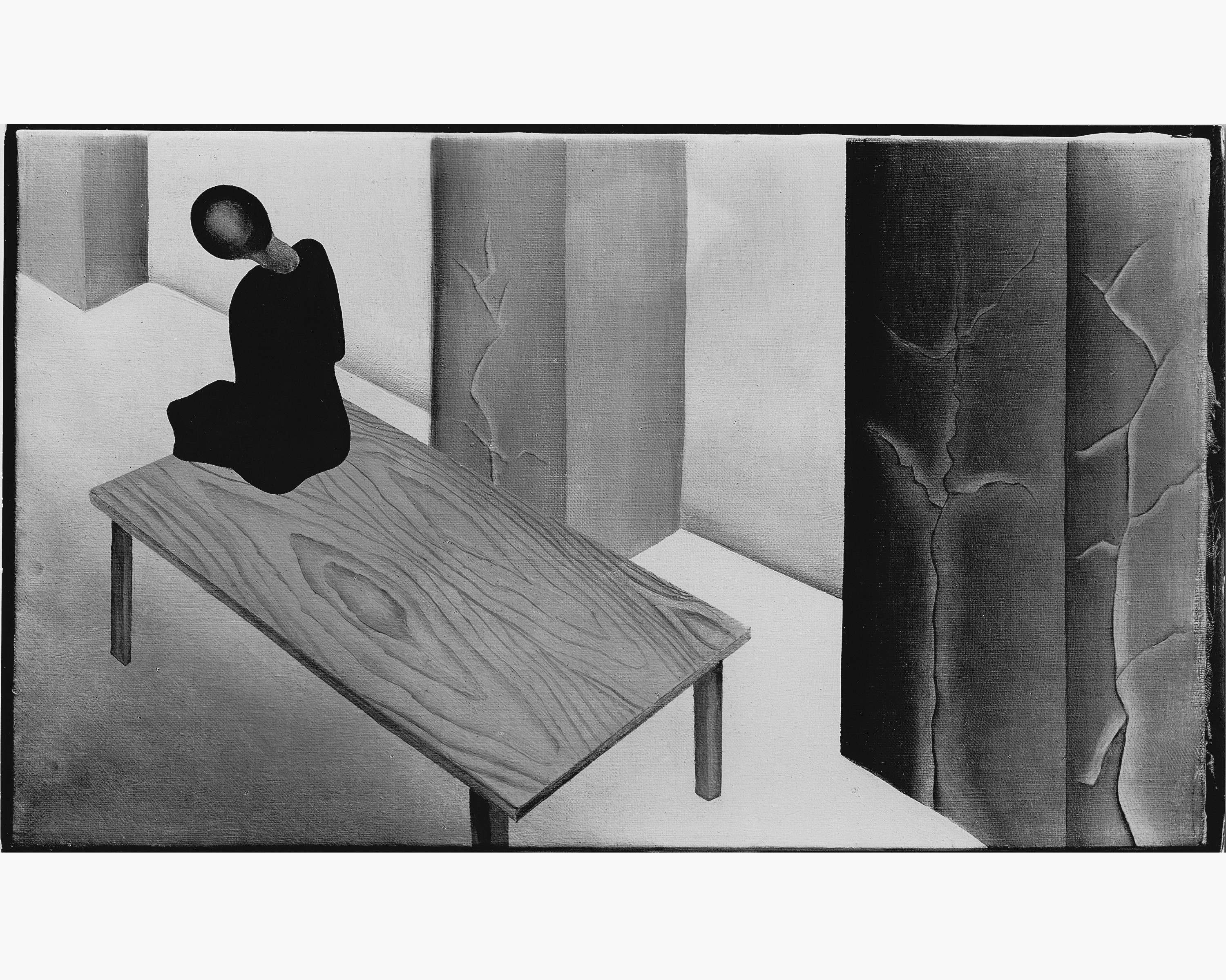
Girl in Hall
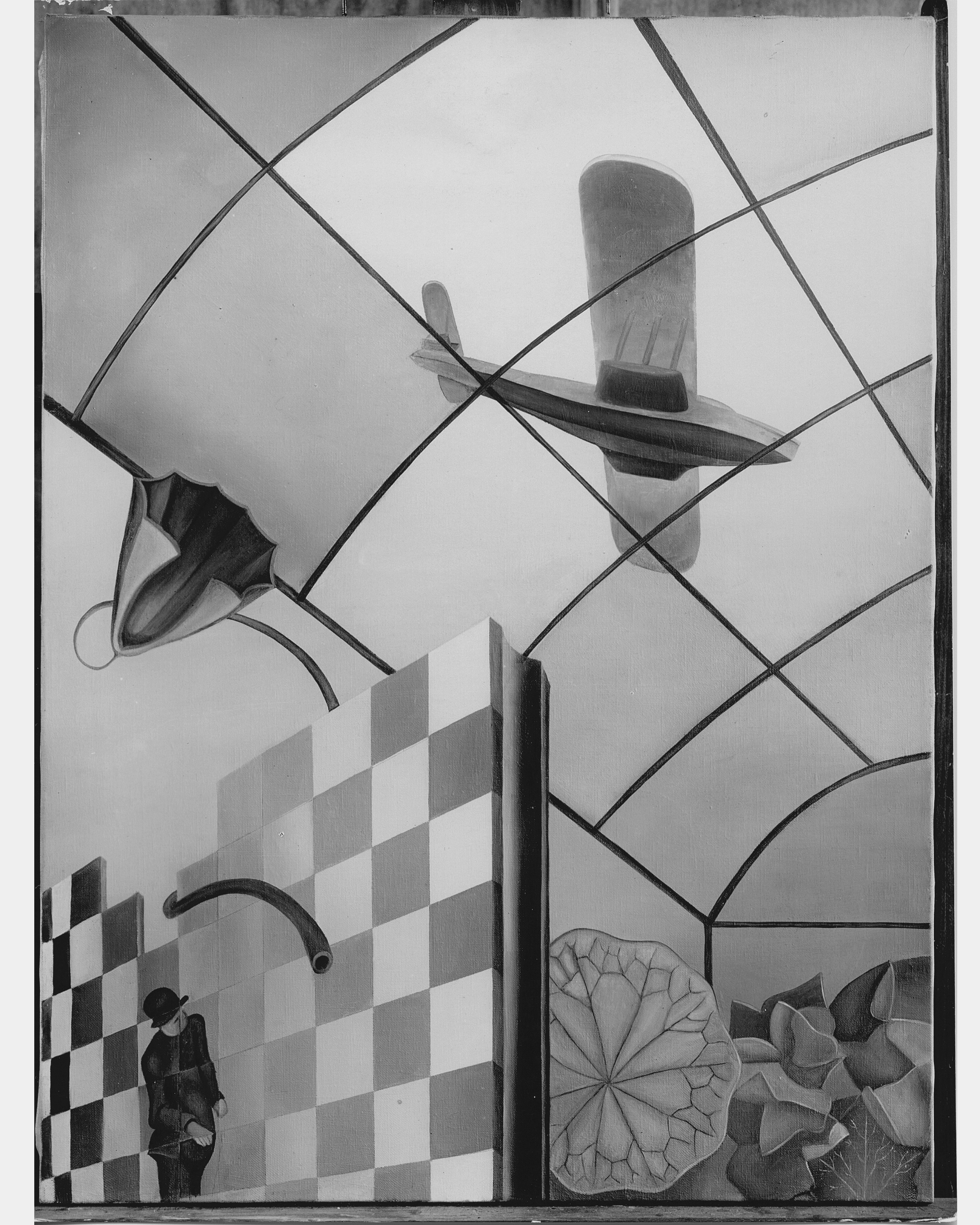
Toit
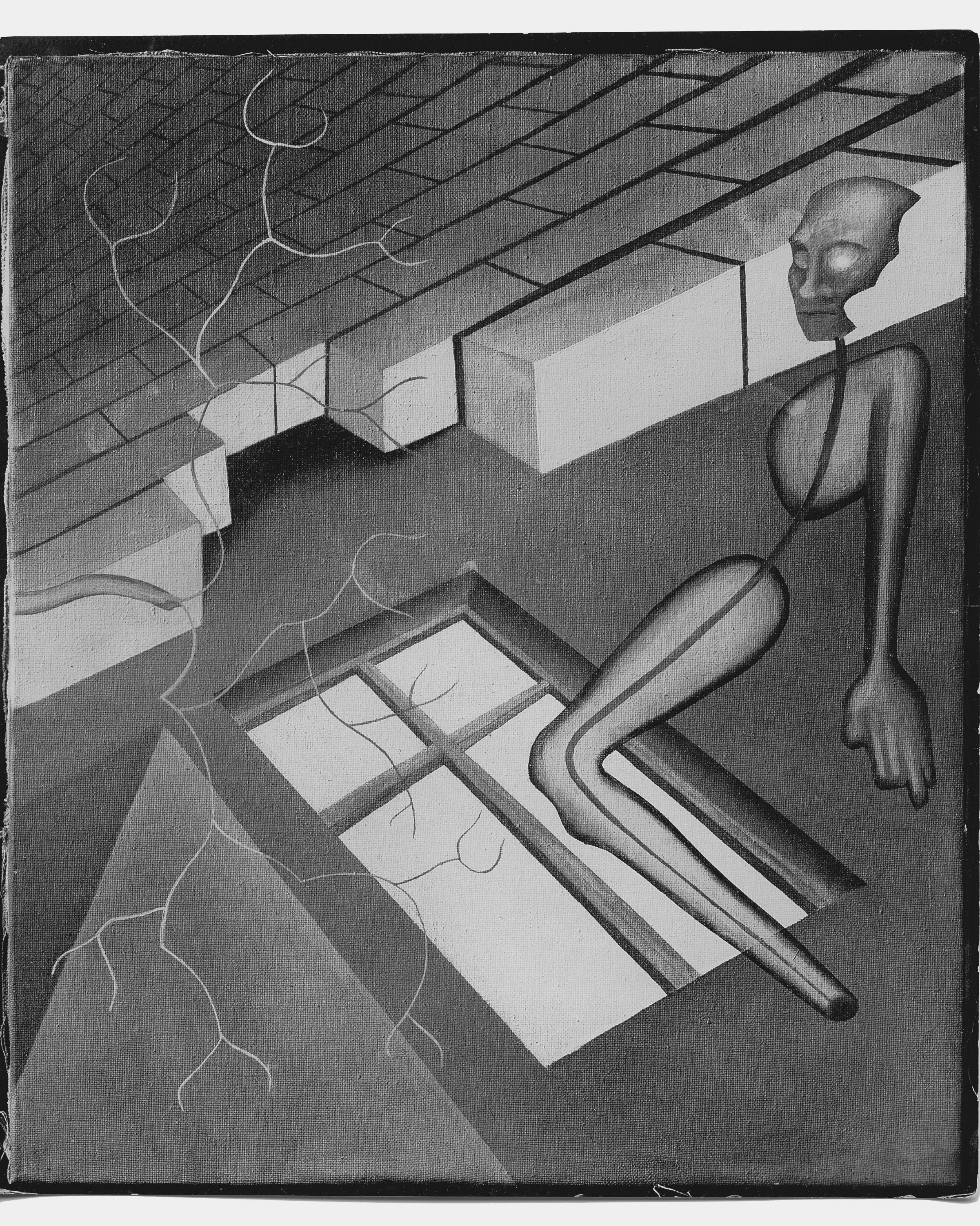
Grotesque
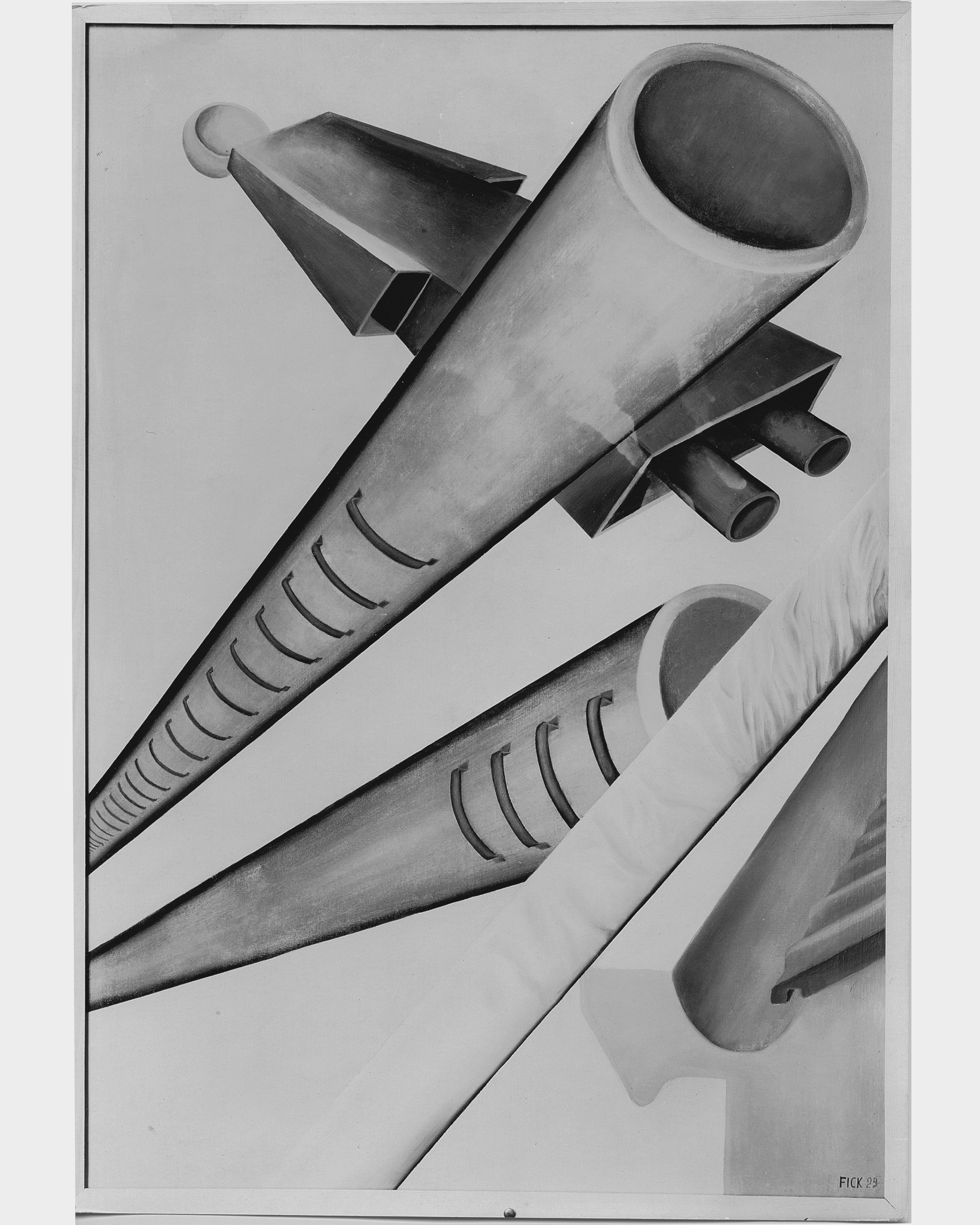
Cheminées
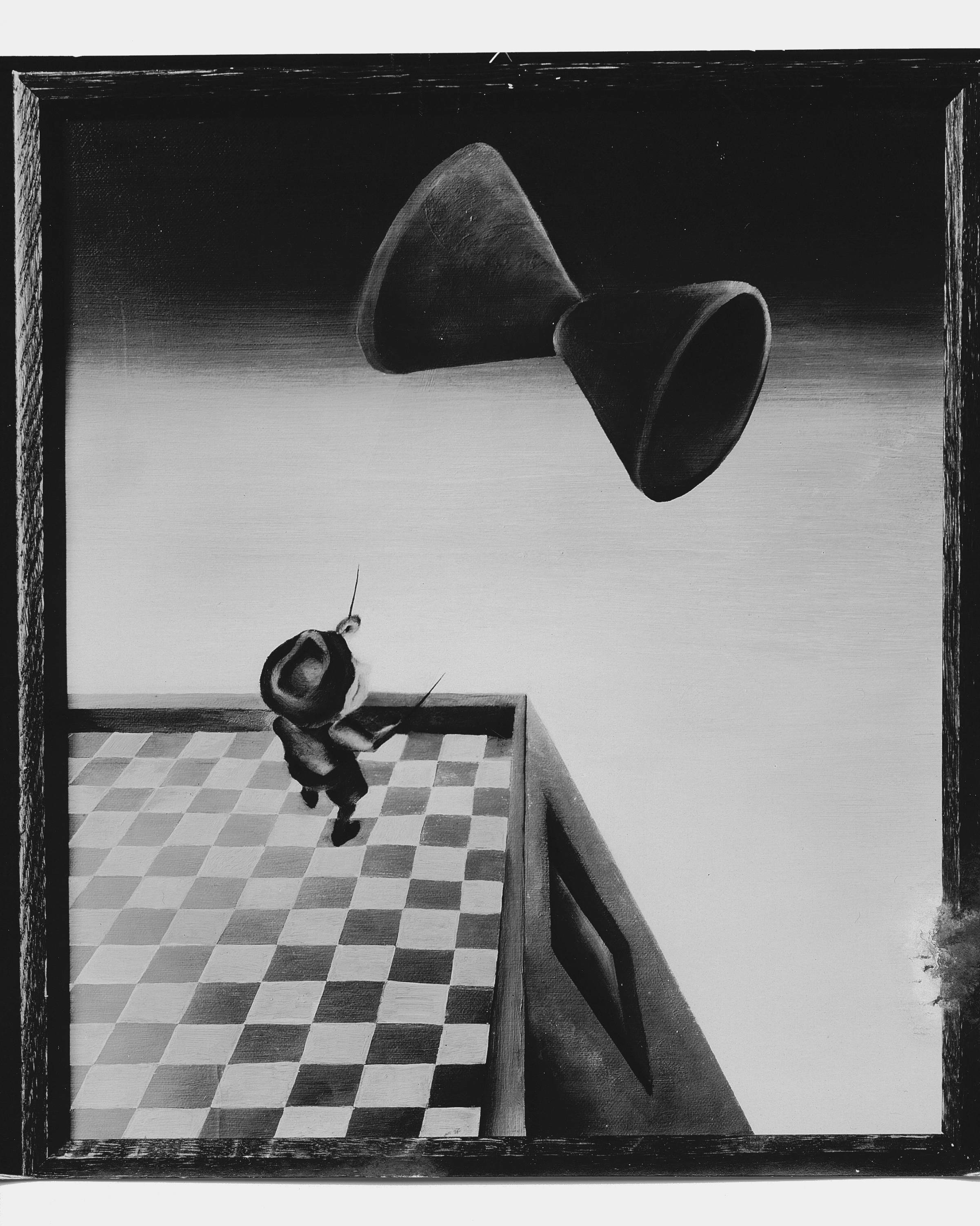
Diabolo